# Abbazia di Nienburg
L'abbazia di Nienburg (in tedesco Kloster Nienburg) fu un'abbazia benedettina a Nienburg, Sassonia-Anhalt, in Germania, risalente all'anno 975; alla fine del XVII secolo venne convertita in un castello che, nel 1871, venne convertito in fabbrica.

## Storia

### L'abbazia

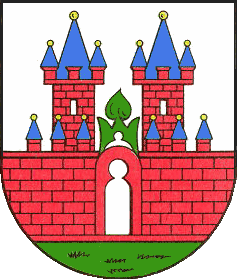
Stemma dell'abbazia di Nienburg

Per secoli Nienburg si trovò sull'estremo margine orientale dei territori con insediamenti di popolazioni tedesche. Allo scopo di convertire al cristianesimo la popolazione della regione, i Sorbi, l'abbazia benedettina che era stata fondata nel 970 a Thankmarsfelde da parte dei fratelli Thietmar di Meissen e Gerone di Colonia, sui monti Harz, fu trasferita nel 975 presso la fortezza di Nienburg, in origine costruita per ordine di Carlo Magno.
I lavori edili necessari per convertire l'edificio richiesero oltre 30 anni e la nuova chiesa abbaziale, tuttora esistente, fu dedicata l'8 agosto 1004 alla presenza dell'imperatore Enrico II, che in quel periodo stata muovendo guerra ai polacchi. Contemporaneamente la città di Nienburg ottenne i diritti di tenere un mercato e di battere moneta.
L'abbazia di Nienburg fu dichiarata Reichskloster (monastero imperiale) dall'imperatore Ottone II e in breve divenne uno dei più ricchi monasteri della regione. Possedeva molti terreni e villaggi, tra i quali Harzgerode, Niemitsch e Lübben), ma questi erano isolati e sparpagliati tra gli Harz e il fiume Neiße; inoltre, le ultime minacce di ribelli Sorbi nei confronti dei possedimenti dell'abbazia di Nienburg datano al 1115.
La cronaca imperiale dell'Annalista Saxo fu scritta attorno al 1150 nell'abbazia di Nienburg.
Nella seconda metà del XII secolo, l'abbazia fu coinvolta in uno scontro di potere regionale, a seguito del quale prese la sua indipendenza, cosicché nel 1166 divenne proprietà dell'arcivescovo di Magdeburgo.

### Castello
A seguito della Riforma e della guerra dei contadini tedeschi, il Magdeburgo fu secolarizzato in Ducato e l'abbazia fu ceduta nel 1563 ai principi di Anhalt, che, tra il 1680 e il 1690, convertirono gli edifici del convento trasformandoli in un castello ad uso delle loro vedove.

### Fabbrica
Nel 1871, il castello fu venduto a un industriale, che lo convertì in una fabbrica di malto. Nel 1996, parti dell'edificio furono distrutte da un incendio causato da bambini che vi giocavano attorno.

## Chiesa

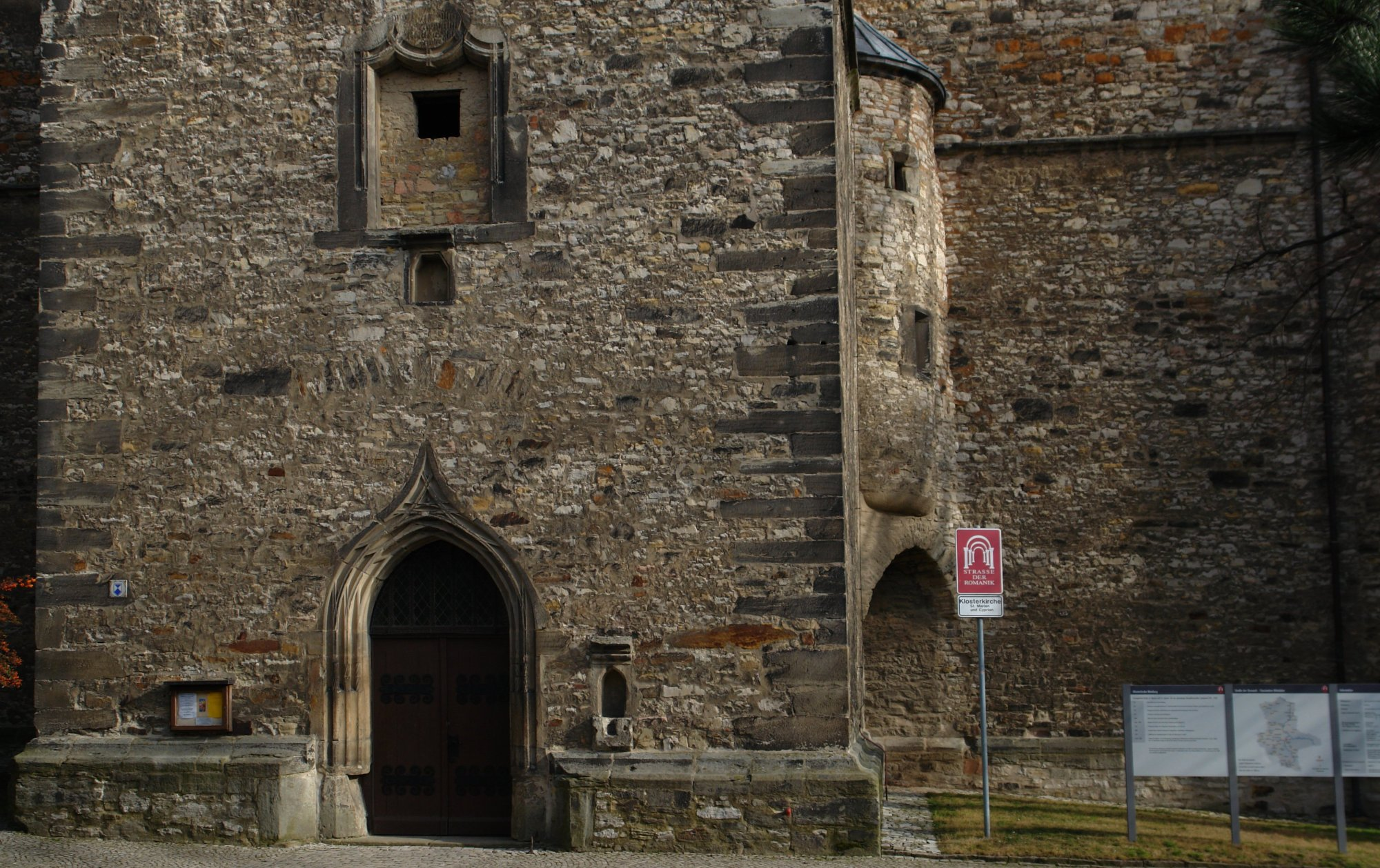
Portale della chiesa abbaziale di Nienburg

La chiesa abbaziale, ben conservata nonostante i suoi 1000 anni, fu dedicata a santa Maria e San Cipriano nel 1004. Essa è un esempio del primo gotico nella Germania centrale. Appartiene allaEvangelische Landeskirche Anhalts ed è utilizzata per il culto.

### Sepolture
All'interno della chiesa sono presenti le sepolture di:
- Gero II margravio della marca orientale sassone
- Thietmaro di Meissen
- Bernardo III, principe di Anhalt-Bernburg